# Iván Ledezma
Iván Patricio Ledezma Ahumada (Antofagasta, 19 luglio 1995) è un calciatore cileno, centrocampista del Rangers de Talca in prestito dal Dep. Antofagasta.

## Caratteristiche tecniche
Gioca come centrocampista.